# Mycetia sinensis
Mycetia sinensis är en måreväxtart som först beskrevs av William Botting Hemsley, och fick sitt nu gällande namn av William Grant Craib. Mycetia sinensis ingår i släktet Mycetia och familjen måreväxter. Inga underarter finns listade i Catalogue of Life.